# Hemielimaea
Hemielimaea is een geslacht van rechtvleugeligen uit de familie sabelsprinkhanen (Tettigoniidae). De wetenschappelijke naam van dit geslacht is voor het eerst geldig gepubliceerd in 1878 door Brunner von Wattenwyl.

## Soorten
Het geslacht Hemielimaea omvat de volgende soorten:
- Hemielimaea adeviara Song, Yuan & Liu, 2012
- Hemielimaea caricercata Ingrisch, 2007
- Hemielimaea chinensis Brunner von Wattenwyl, 1878
- Hemielimaea formosana Shiraki, 1930
- Hemielimaea kuatun Ingrisch, 2007
- Hemielimaea mannhardti Krausze, 1903
- Hemielimaea omeishanica Gorochov, 2007
- Hemielimaea proxima Gorochov, 2004
- Hemielimaea reducta Gorochov, 2004
- Hemielimaea vietnamensis Gorochov, 2004
- Hemielimaea cucullata Ingrisch, 1990
- Hemielimaea nigerrima Krausze, 1903
- Hemielimaea procera Ingrisch, 1990
- Hemielimaea sergeii Gorochov, 2004
- Hemielimaea tonkinensis Dohrn, 1906